# Gasoducto Atacama
Gasoducto Atacama — один із газопроводів, що з'єднують Аргентину та Чилі, споруджений у північному секторі кордону цих країн.
Зростання видобутку на родовищах Аргентини у 1990-х призвело до спорудження цілого ряду трубопроводів, які мали експортувати газ до її західного сусіду. На північній ділянці реалізували одразу два проекти — NorAndino та Gasoducto Atacama. Обидва вони в першу чергу були розраховані на ресурси Північно-західного басейну, розташованого у провінції Сальта, проте мали певні відмінності у маршрутах. Якщо NorAndino починався від траси газопроводу, що з'єднує родовища зі столицею країни («Північний трубопровід»), то Gasoducto Atacama бере початок на 100 км північніше безпосередньо у зоні родовищ.
Газопровід довжиною 941 км, діаметром 500 мм та максимальною потужністю до 3 млрд.м3 на рік починається у Coronel Cornejo, після чого на шляху до тихоокеанського узбережжя перетинає тропічний ліс, найвищі гори Північної Америки Анди (траса проходить на висоті до 5000 метрів) та одне з найпосушливіших місць на планеті пустелю Атакама. Обидва газопроводи північного сектору проходять через андський перевал Paso de Jama, проте далі їх шляхи знов дещо розходяться.
Одночасно з проектом Gasoducto Atacama розпочали спорудження його основного споживача — теплоелектростанції Nopel поблизу Mejillones потужністю 710 МВт, яка була запущена у 2000 році, на рік пізніше від введення в дію газопроводу. Проте внаслідок стрімкого зростання власного споживання Аргентина у 2004 році майже припинила експортні поставки, внаслідок чого для забезпечення потреб північного регіону у Чилі були вимушені спорудити термінал для імпорту ЗПГ в Mejillones.